# René Massigli
René Massigli, né le 22 mars 1888 à Montpellier et mort le 3 février 1988 à Paris 7e, est un haut diplomate français. Il fut notamment, durant la Seconde Guerre mondiale, commissaire aux Affaires étrangères au sein du Comité national français de la France libre, du Comité français de libération nationale et du Gouvernement provisoire de la République française.

## Débuts

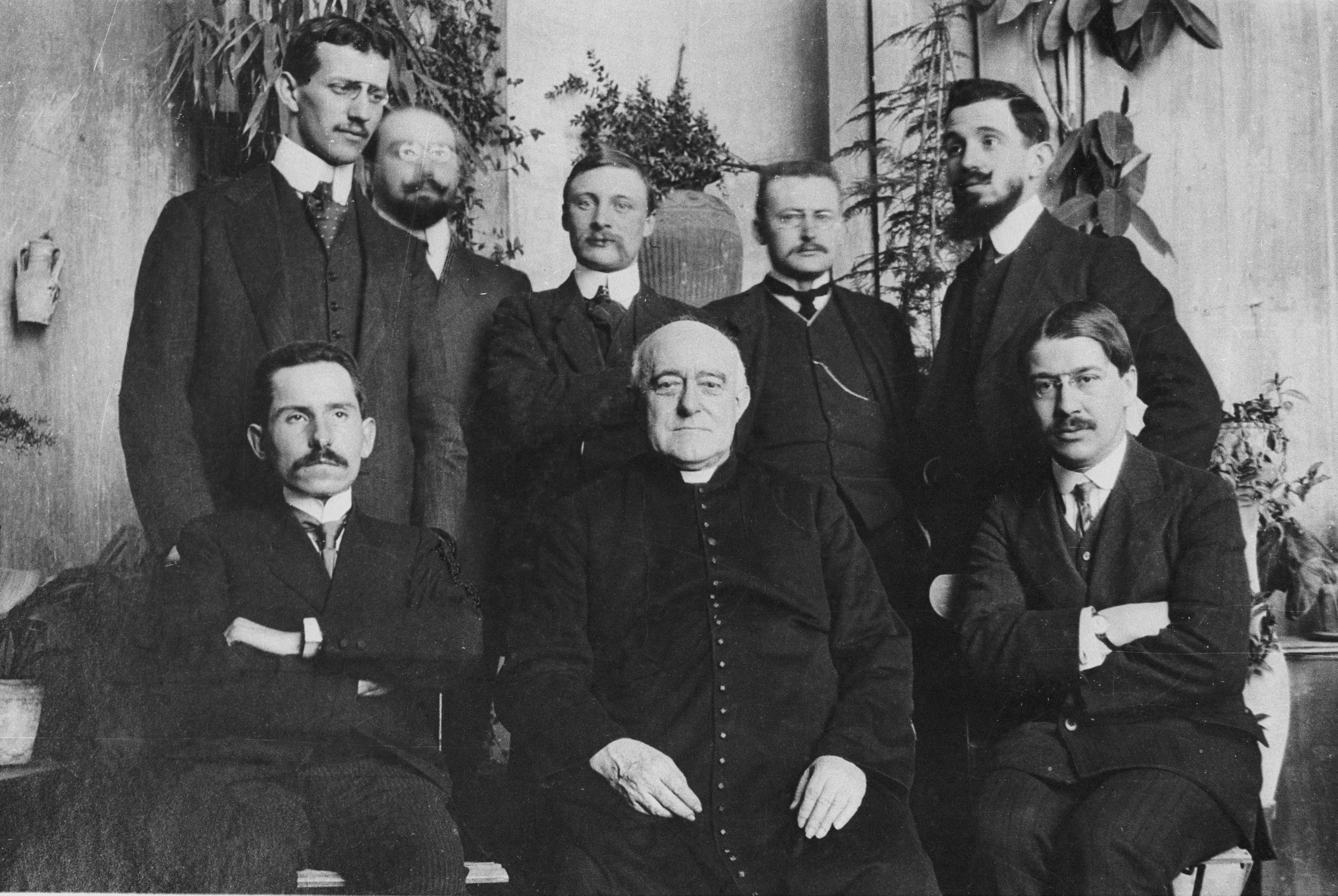
Louis Duchesne, au centre, et des disciplines à Rome en 1911-1912 dont René Massigili au second rang, à gauche.

Ancien élève de l'École normale supérieure, agrégé d'histoire, étudiant de Louis Duchesne à l'École française de Rome (1911-1912), maître de conférences à l'université de Lille (1913-1914), Massigli est mobilisé en 1914 pour contrer la propagande allemande en Suisse. Remarqué par Philippe Berthelot, il entre au ministère des Affaires étrangères. Il fera sa carrière dans la diplomatie française à partir de la Première Guerre mondiale jusqu'en 1956.

## Opposant à l'apaisement
Pendant l'entre-deux-guerres, il assiste à de nombreuses conférences internationales et se spécialise sur les questions relatives à la Société des Nations. Il collabore alors avec Philippe Berthelot et Alexis Léger. Dans les années 1930, il devient directeur des affaires politiques (1937-1938) au Quai d'Orsay et s'y distingue par son opposition à la politique d'apaisement envers l'Allemagne hitlérienne. Au moment de l'occupation de la Rhénanie en mars 1936, il est l'auteur de la phrase : « Nous ne tolérerons pas les canons allemands sur Strasbourg ! », reprise par le président du Conseil, Albert Sarraut.

## Ambassadeur de France en Turquie
Éloigné à la suite des accords de Munich, René Massigli est nommé ambassadeur de France en Turquie de 1938 jusqu'en 1940, quand il est remplacé par Jean Helleu. Il en gardera de la rancune contre Alexis Léger. En occupant ce poste, il est le principal artisan du traité franco-turc du 19 octobre 1939 : la France cède le sandjak d'Alexandrette dans l'espoir d'une alliance. Il s'attire la fureur du lobby libano-chrétien favorable au protectorat français sur la Syrie hostile à l'abandon d'un territoire à la Turquie.

## Seconde Guerre mondiale
Mis en disponibilité par le gouvernement de Vichy, il se trouve dans une situation inconfortable et ambiguë : il a ses entrées à Vichy, où il fait figure d’opposant, laissant libre cours à sa germanophobie, tout en gardant ses distances avec la Résistance.
Convaincu de la défaite inéluctable de l'Allemagne nazie, il laisse toutefois voir beaucoup de contradictions et d’hésitations, et Pierre Brossolette lui transmet une invitation du général de Gaulle, sur la recommandation de Jean Moulin, à rallier la France libre ; ce n'est qu'après de nouvelles et longues hésitations qu'il acceptera et ralliera Londres au début de 1943. Il devient commissaire aux Affaires étrangères successivement dans le Comité national français (5 février 1943- 7 juin 1943), dans le Comité français de libération nationale à Alger (7 juin 1943 - 3 juin 1944) et dans le Gouvernement provisoire de la République française à Alger puis Paris (3 juin 1944 - 10 septembre 1944).

## Ambassadeur de France au Royaume-Uni

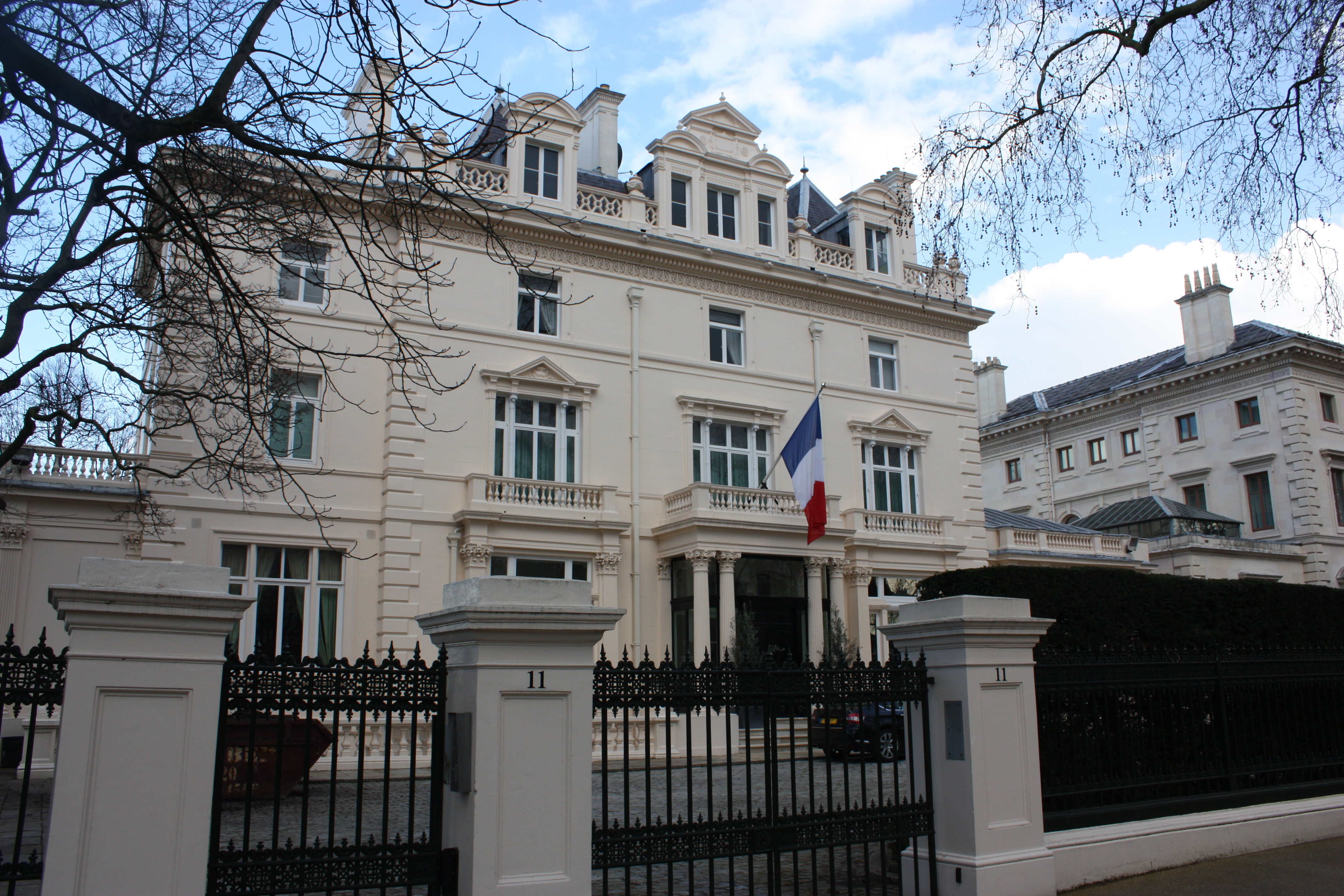
Ambassade de France au Royaume-Uni.

De 1944 à 1955, ambassadeur de France à Londres, il prend position dans les débats sur la guerre froide et la construction européenne. Il veut notamment de bonnes relations franco-britanniques et est hostile à l'Europe fédérale, préconisée par Jean Monnet.

## Secrétaire général du ministère des Affaires étrangères
Il termine sa carrière de 1955 à juillet 1956 comme secrétaire général du ministère des Affaires étrangères, poste où il est en difficulté avec le ministre Christian Pineau. Il reçoit la grand-croix de la Légion d'honneur.

## Controverses
En 1972, après la publication dans la Bibliothèque de la Pléiade des Œuvres complètes de Saint-John Perse (nom de plume d'Alexis Leger), il accusera ce dernier, avec l'ambassadeur Léon Noël, d'être un faussaire. En effet, Alexis Léger y publie des lettres à sa mère, datant de sa mission à Pékin (1916/21), dans lesquelles il énonce des prédictions géopolitiques concernant la Chine et l'Union soviétique, qui ne se retrouvent pas dans les notes qu'il adressait au Quai d'Orsay à la même époque.

## Publications
- René Massigli, Recension de E Ch. Babut, Saint Martin de Tours, Revue des études anciennes Bordeaux, 1913 (série 4, année 35, t. 15), p. 486.
- René Massigli, Une comédie des erreurs. 1943-1956 : souvenirs et réflexions sur une étape de la construction européenne, Plon, Paris, 1978  (ISBN 2-259-00357-5).
- René Massigli, La Turquie devant la guerre. Mission à Ankara, 1939-1940, Plon, Paris, 1964.

## Distinctions
- Grand-croix de la Légion d'honneur